# Жан-Жак Бартелемі
Бартелемі́ Жан-Жак (фр. Jean-Jacques Barthelemy; 20 січня 1716, Кассі — 30 січня 1795, Париж) — французький письменник і археолог. Член Французької академії.
Автор роману «Подорож молодого Анахарсіса Грецією…» (1788 р.).
Тарас Шевченко був обізнаний з цим твором і кілька разів згадував про нього в повісті «Художник».